# Port lotniczy Liuzhou
Port lotniczy Liuzhou (IATA: LZH, ICAO: ZGZH) – port lotniczy położony w Liuzhou, w regionie autonomicznym Kuangsi, w Chińskiej Republice Ludowej.

## Linie lotnicze i połączenia
| Linia Lotnicza         | Kierunek |
| ---------------------- | --- |
| Air China              | 1. Pekin |
| China Eastern Airlines | 1. Changchun 2. Chengdu-Tianfu 3. Hefei 4. Jieyang 5. Nankin 6. Qingdao 7. Szanghaj-Pudong 8. Wenzhou 9. Wuhan |
| China Express Airlines | 1. Chongqing 2. Haikou                                                                                         |
| Dalian Airlines        | 1. Pekin |
| Jiangxi Air            | 1. Zhengzhou                                                                                                   |
| Juneyao Airlines       | 1. Nankin 2. Taiyuan                                                                                           |
| Sichuan Airlines       | 1. Chengdu-Tianfu                                                                                              |
| Xiamen Air             | 1. Fuzhou 2. Hangzhou 3. Harbin 4. Xiamen                                                                      |